# إيفان كالياييف
إيفان بلاتونوفيتش كالياييف (6 يوليو 1877 - 23 ماي 1905) (الروسية: Иван Платонович Каляев) هو شاعر روسي، وهو عضو في الحزب الاشتراكي الثوري. اشتهر بدوره في اغتيال الدوق الروسي سيرغي ألكسندروفيتش، وهي العملية التي قامت بها منظمة القتال الاشتراكية الثورية. اعتقل كالييف في مكان الحادث، وأدين بتهمة القتل وأُعدم شنقا.

## حياته

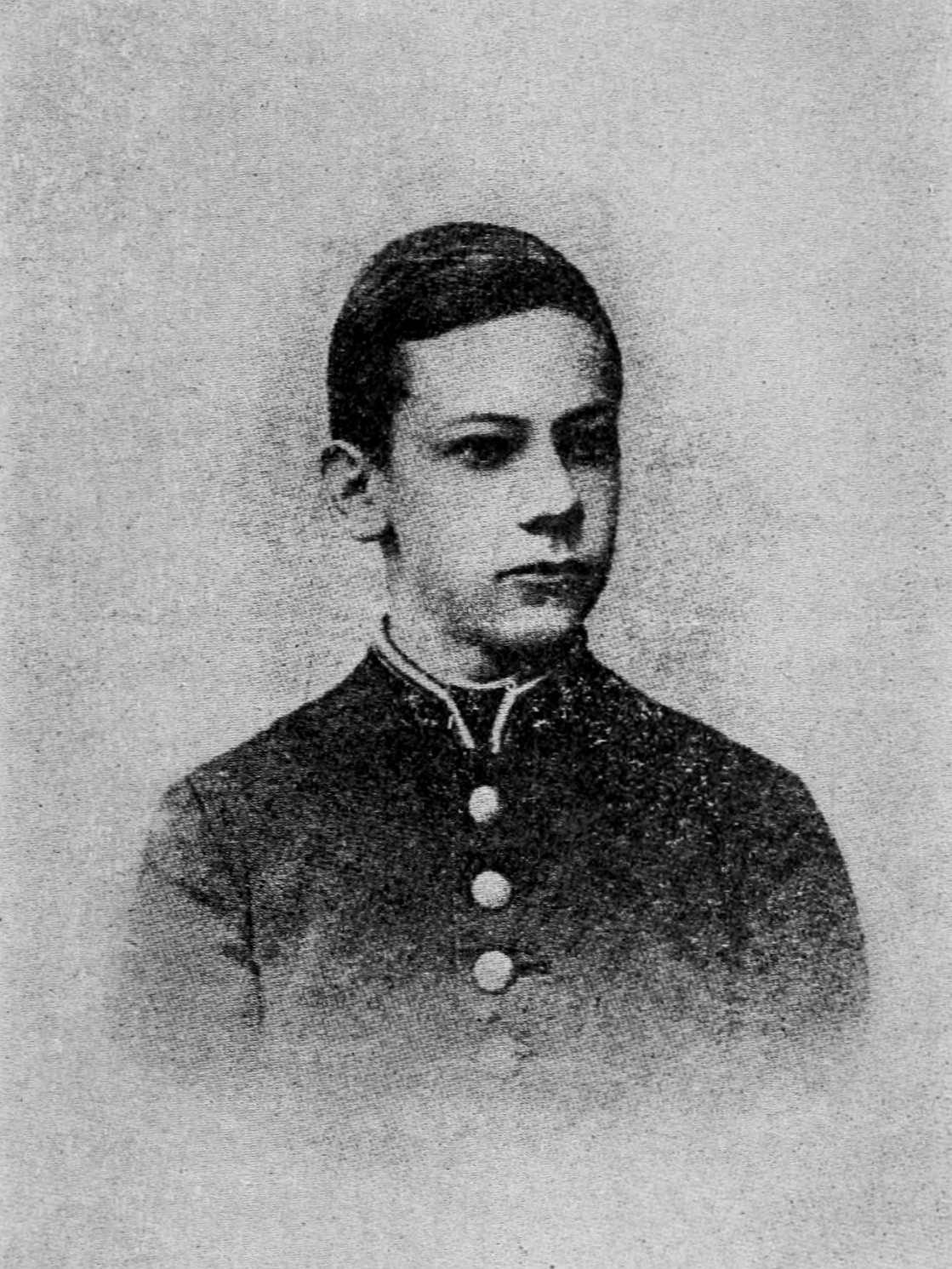
كالياييف في سن 18

ولد كالياييف في وارسو لأب روسي وأم بولندية. التحق بجامعة سانت بطرسبرغ سنة 1897، لكنه سرعان ما انخرط في احتجاجات الطلاب، وتم سجنه لفترة وجيزة، وبعد ذلك تم طرده من الجامعة وإرساله إلى المنفى في دنيبرو. بعد ذلك حاول العودة إلى الجامعة، لكنه مُنع من الدخول بسبب أنشطته السياسية. عندما كان كالياييف يبلغ من العمر 24 عامًا، انضم إلى حزب العمال الديمقراطي الاشتراكي الروسي الماركسي، لكنه سرعان ما انشق عنهم، مستاءًا مما اعتبره «مجرد كلام»، أي بروباغندا لم تؤد إلى تحرك مباشر.
ذهب إلى لفيف لمواصلة تعليمه في جامعة لفيف، وأصبح مشاركًا مع الثوريين المهاجرين الروس هناك. تم القبض عليه في برلين، ونقلت الحكومة الألمانية كالياييف إلى روسيا. بعدما سُجن لمدة قصيرة في وارسو تم نفيه إلى ياروسلافل.
في ياروسلافل، بنى كالياييف صداقات مع عدد من الاشتراكيين الثوريين، وقرر أن يُكرّس حياته تماما لاتخاذ تحركات ثورية. في ذلك الوقت أصبح كالياييف مقتنعا بأن الإرهاب السياسي هو السبيل الوحيد لتحقيق أفكاره السياسية. التقى ب«إيفنو أزيف» (Yevno Azef)، قائد منظمة القتال الاشتراكية الثورية، وتطوع للقيام باغتيالات سياسية.